# Lista de pilotos certificados pelo Aéro-Club de France em 1909
O Aéro-Club de France (Ae.C.F.) emitiu os primeiros certificados de pilote-aviateur na primeira semana de janeiro de 1910, mas seguindo a sugestão de Georges Besançon, secretário do Ae.C.F., os primeiros oito, foram concedidos com data retroativa de 7 de janeiro de 1909, para os pioneiros da aviação que demonstraram amplamente suas habilidades, e portanto, não precisaram se submeter a nenhum teste para receber o certificado.
Depois desses, mais alguns pioneiros foram lembrados. Por conta disso, mais alguns certificados foram emitidos com datas retroativas a 1909: dois com data de 17 de agosto, outro com data de 16 de setembro, mais três com data de 7 de outubro e mais dois com data de 18 de novembro, num total inicial de 18 certificados.
Os primeiros 16 certificados, até o número 15 na lista abaixo, menos o 10 bis, foram numerados em ordem alfabética, com Louis Blériot recebendo o certificado Nº 1 e Wilbur Wright recebendo o Nº 15. O Nº 13 não foi utilizado, e os números 5 e 10 foram duplicados com o sufixo bis para atender dois certificados "honorários".
De 1910 em diante, a partir da data de 6 de janeiro, a numeração seguiu uma sequência normal, com exceção do Nº 26, que foi concedido com data retroativa de 21 de dezembro de 1909, para um dos "pioneiros" que não foi contemplado no primeiro grupo. Totalizando então 19 "certificados dos pioneiros".
Esses certificados são reconhecidos internacionalmente pela autoridade da Fédération Aéronautique Internationale.

## Lista
Legenda
- Indivíduo morreu em acidente aéreo.
- Indivíduo morreu em ação militar.

| No.    | Nome                        | Data                   | País de origem | Comentário |
| ------ | --------------------------- | ---------------------- | -------------- | --- |
| 1      | Bleriot, Louis              | 07 de janeiro de 1909  | França         | Primeiro piloto a cruzar o Canal da Mancha numa aeronave mais pesada que o ar; morreu em 01 de agosto de 1936.                                                                                   |
| 2      | Curtiss, Glenn              | 07 de janeiro de 1909  | Estados Unidos | Dono do certificado Nº 1 do Aero Club of America; morreu em 23 de julho de 1930 na Flórida. |
| 3      | Delagrange, Léon            | 07 de janeiro de 1909  | França         | Morreu em 04 de janeiro de 1910 em um acidente em Croix-d’Hine, perto de Bordéus. |
| 4      | Esnault-Pelterie, Robert    | 07 de janeiro de 1909  | França         | Inventor, projetista de aviões, teórico de propulsão de foguetes, fundador do R.E.P.; morreu em 06 de dezembro de 1957.                                                                          |
| 5      | Farman, Henry               | 07 de janeiro de 1909  | Reino Unido    | Pioneiro da aviação anglo-francês e empreendedor; adotou a nacionalidade francesa em 1937; morreu em 17 de julho de 1958.                                                                        |
| 5 bis  | Ferber, Ferdinand (Capitão) | 07 de janeiro de 1909  | França         | Morreu em 22 de setembro de 1909 em um acidente em Boulogne sur Mer (França). |
| 6      | Farman, Maurice             | 18 de novembro de 1909 | Reino Unido    | Pioneiro da aviação anglo-francês e empreendedor; morreu em 25 de fevereiro de 1964 em Paris. |
| 7      | Gobron, Jean                | 07 de outubro de 1909  | França         | Morreu em 1945 em um acidente rodoviário. |
| 8      | Lambert, Charles de (Conde) | 07 de outubro de 1909  | Rússia         | Piloto russo de origem francesa; morreu em 26 de fevereiro de 1944. |
| 9      | Latham, Hubert              | 17 de agosto de 1909   | França         | Morreu em 07 de junho de 1912 em um acidente de caça na África. |
| 10     | Paulhan, Louis              | 17 de agosto de 1909   | França         | |
| 10 bis | Tissandier, Paul            | 16 de setembro de 1909 | França         | |
| 11     | Rougier, Henri              | 18 de novembro de 1909 | França         | Morreu em 1956. |
| 12     | Santos Dumont, Alberto      | 07 de janeiro de 1909  | Brasil         | Balonista, pioneiro de dirigíveis e projetista: fez o primeiro voo certificado pelo Aéro-Club de France de uma máquina mais pesada que o ar na Europa; morreu em 23 de julho de 1932 no Guarujá. |
| 14     | Wright, Orville             | 07 de janeiro de 1909  | Estados Unidos | Pioneiro da aviação Norte americano; morreu em 30 de janeiro de 1948 em Dayton, Ohio, aos 76 anos.                                                                                               |
| 15     | Wright, Wilbur              | 07 de janeiro de 1909  | Estados Unidos | Pioneiro da aviação Norte americano; morreu em 30 de maio de 1912 em Dayton, Ohio de febre tifoide.                                                                                              |
| 16     | Bunau-Varilla, Étienne      | 04 de novembro de 1909 | França         | Filho de Philippe Bunau-Varilla; patenteou a primeira bicicleta reclinada (1912). |
| 17     | Leblanc, Alfred             | 16 de dezembro de 1909 | França         | Organizou a logística para o voo de Louis Blériot que cruzou o Canal da Mancha, mais tarde instrutor na escola de pilotagem Blériot; morreu em 1921.                                             |
| ...    |                             |                        |                | |
| 26     | Brégi, Henri                | 21 de dezembro de 1909 | França         | Morto em ação quando foi abatido pela tripulação de um submarino alemão e caiu no mar, na região de Toulon em 14 de janeiro de 1917.                                                             |

O número de licenças emitidas pelo Aéro-Club de France até o início da Primeira Guerra Mundial em agosto de 1914 foram:
- 1909 - 18
- 1910 - 328
- 1911 - 360
- 1912 - 489
- 1913 - 383
- 1914 - 173